# Галезе (Витербо)
Галезе (итал. Gallese) је насеље у Италији у округу Витербо, региону Лацио.
Према процени из 2011. у насељу је живело 1542 становника. Насеље се налази на надморској висини од 149 м.

## Становништво
Према резултатима пописа становништва 2011. у општини је живело 2.994 становника.
| 1931. | 1936. | 1951. | 1961. | 1971. | 1981. | 1991. | 2001. | 2011. |
| ----- | ----- | ----- | ----- | ----- | ----- | ----- | ----- | ----- |
| 2.434 | 2.585 | 2.794 | 3.010 | 2.812 | 2.786 | 2.807 | 2.757 | 2.994 |